# Tolina

La struttura chimica delle toline di Titano

Le toline (dal greco θολός tholós, fanghiglia) sono dei copolimeri che si formano per irraggiamento da parte della radiazione ultravioletta solare di composti organici semplici come metano o etano, spesso combinati con sostanze inorganiche quali l'azoto molecolare (N2). Le toline non si formano in natura sul nostro pianeta, ma sono state ritrovate in grandi quantità sui corpi ghiacciati del sistema solare esterno.
Il termine è stato coniato dall'astronomo Carl Sagan per descrivere l'ammasso di sostanze ricche in azoto difficilmente identificabili che sono state ottenute in seguito agli esperimenti, sul modello dell'esperimento di Urey-Miller, condotti sulle miscele di gas che costituiscono l'atmosfera di Titano. Il termine è stato utilizzato per descrivere genericamente i composti organici di colore rossiccio-marrone rintracciati sulle superfici di alcuni corpi celesti. 
Si è scoperto che le toline si comportano come uno schermo che protegge la superficie di un corpo celeste dalla radiazione ultravioletta. È inoltre noto che una grande varietà di batteri del suolo è in grado di servirsi delle toline come fonte di atomi di carbonio; per questa ragione si ritiene che tali composti siano stati la fonte di nutrimento per i primissimi procarioti eterotrofi prima dell'acquisizione della capacità di fissare il carbonio.

## Individuazione

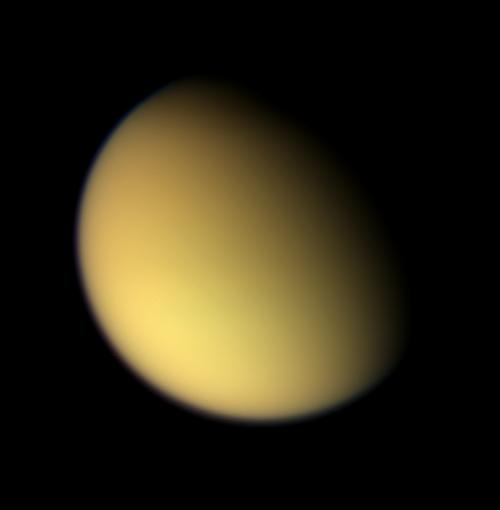
Il colore caratteristico dell'atmosfera di Titano è probabilmente dovuto alla presenza di toline

Le toline sono composti presenti in numerosi corpi celesti, sia appartenenti al sistema solare sia ad altri sistemi planetari. Esistono differenti tipologie di toline, classificate spesso in base al corpo celeste in cui sono state individuate.

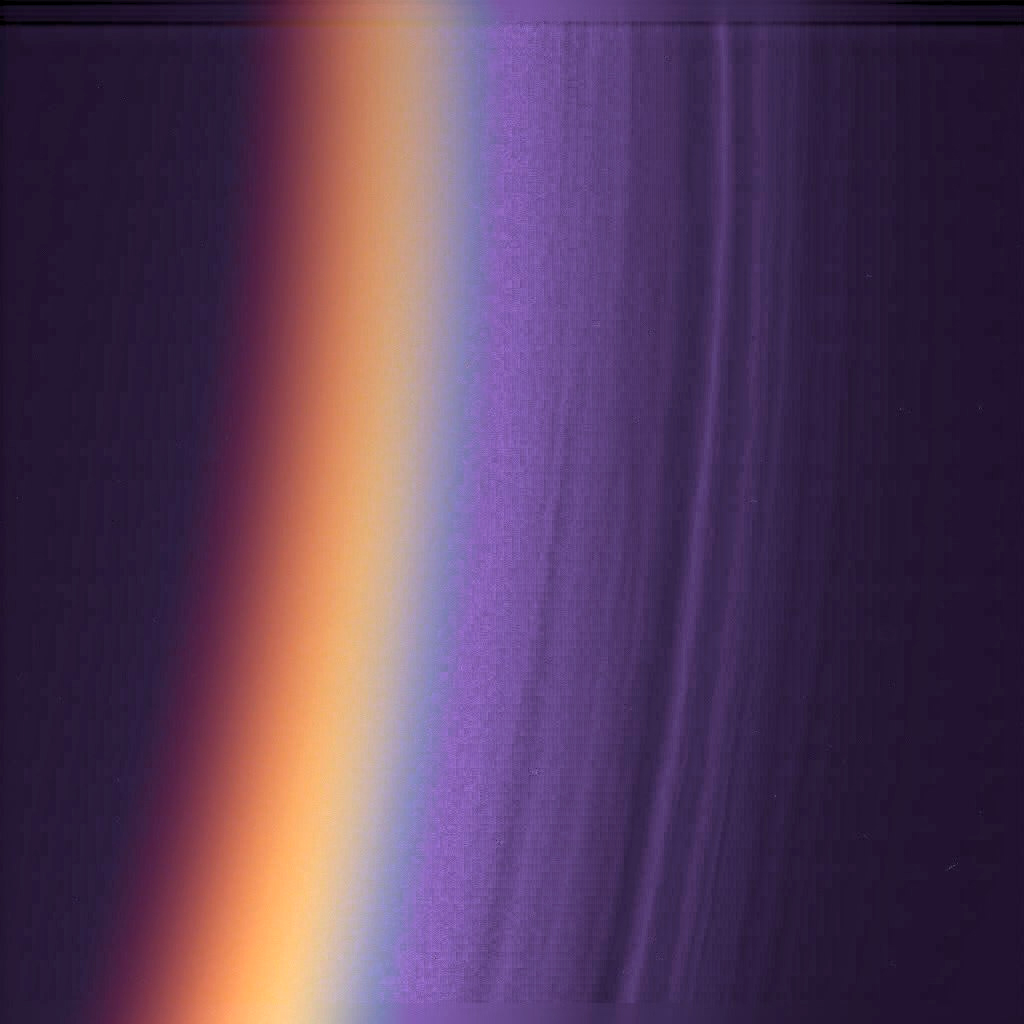
Immagine che mostra gli strati di foschia degli strati superiori dell'atmosfera di Titano, ricchi in toline

Le "toline di Tritone" e le "toline di Titano", in particolare, sono composti ricchi in azoto prodotti dall'irradiazione delle miscele gassose contenenti azoto e metano presenti nelle atmosfere di questi due satelliti; in particolare, l'atmosfera di Tritone è costituita per il 99,9% di azoto e per lo 0,1% di metano, mentre l'atmosfera di Titano è costituita per il 98,4% di azoto e per il restante 1,6% da metano e tracce di altri gas. Questi composti atmosferici si differenziano dalle "toline ghiacciate" che si formano per l'irraggiamento di clatrati d'acqua e idrocarburi, in prevalenza metano ed etano. Il plutino Issione presenta grandi quantità di questa sostanza. 
Le superfici delle comete, dei centauri e di buona parte delle lune ghiacciate del sistema solare esterno sono ricche di depositi tolinici di tutti e tre i gruppi sopra elencati. La foschia e il colore rosso-arancione dell'atmosfera di Titano e della superficie dei planetoidi della classe dei centauri, è stata attribuita alla presenza di questi peculiari composti. 
Sono inoltre state individuate delle toline nei dischi protoplanetari che circondano alcune stelle di nuova formazione. Un esempio è HR 4796, un sistema binario situato nella costellazione del Centauro a 220 anni luce dalla Terra; la componente A del sistema, una stella bianca di sequenza principale, è circondata da un disco protoplanetario in cui sono state rintracciate consistenti quantità di toline grazie alla camera NICMOS del telescopio spaziale Hubble.

Schema che mostra la formazione delle toline nell'alta atmosfera di Titano

Alcuni ricercatori hanno ipotizzato che la Terra primordiale fosse disseminata di composti organici complessi apportati dai frequenti impatti con comete ricche in toline, che si verificavano nelle prime fasi della storia della Terra, procurando quindi la "materia prima" necessaria per lo sviluppo della vita. Attualmente sul nostro pianeta non esistono, in natura, composti simili alle toline per via del carattere fortemente ossidante dell'atmosfera terrestre.

## Formazione
Il modello più accreditato per la formazione di questi particolari composti suggerisce che le toline si formino dalla dissociazione e dalla ionizzazione del metano e, qualora ve ne siano discrete quantità (come nel caso di Titano), dell'azoto molecolare presente nel corpo celeste o nella sua atmosfera per opera di particelle ad alta energia o della radiazione solare, producendo etano, etene, acetilene, acido cianidrico e altre piccole molecole e cationi. Queste piccole molecole si combinano tra loro andando a formare molecole più complesse, quali composti aromatici (benzene) e altre molecole organiche. Queste unità complesse tendono a polimerizzare e a formare un aerosol di molecole più pesanti, il quale tende a concentrarsi e depositarsi sulla superficie del corpo celeste.
Le toline che si formano a basse pressioni tendono a presentare gli atomi di azoto nel mezzo della catena di atomi di carbonio, mentre le toline che si formano a pressioni maggiori tendono a mostrarli maggiormente in posizione terminale.